# اعتراضات ۲۰۱۱ عمان
اعتراضات ۲۰۱۱ عمان یا بهار عمان، مجموعه‌ای از اعتراضات در کشور عمان بود که به عنوان بخشی از موج انقلابی بهار عربی رخ داد. معترضان، با تظاهرات در صحار، پنجمین شهر بزرگ عمان، با محوریت میدان گلوب، خواستار افزایش حقوق، کاهش هزینه‌های زندگی، ایجاد مشاغل بیشتر و کاهش فساد شدند. سلطان عمان، قابوس بن سعید نیز با برکناری یک سوم کابینه دولت، واکنش نشان داد.